# واپیله
واپیله (خمین)، روستایی از توابع بخش مرکزی شهرستان خمین در استان مرکزی ایران است.رشته قنات قيالو از بالاي روستا تا پايين آن امتداد دارد . در فصل بهار اين روستا بسيار زيباست. مردم بيشتر به كشاورزي و دامپروري اشتغال دارند. بزرگترين معدن طلاي كشف شده در سالهاي اخير در بالاي اين روستا واقع شده است.

## جمعیت
این روستا در دهستان صالحان قرار دارد و براساس سرشماری مرکز آمار ایران در سال ۱۳۸۵، جمعیت آن ۶۶ نفر (۲۵خانوار) بوده‌است.